# Inmaculada Concepción González
Inmaculada Concepción González Gómez (Oviedo, 13 de mayo de 1957) es una política asturiana, del Partido Popular.
Desempeñó el cargo de Secretaria de la Mujer del Principado de Asturias en el periodo del 18 de agosto de 1995 a 19 de junio de 1998. También es Presidenta de la Comisión de la Mujer del Partido Popular de Asturias desde enero de 1998 y miembro de la Comisión Nacional de la Mujer del Partido Popular desde octubre de 1995. Así mismo, es miembro de la Comisión Ejecutiva del Partido Popular de Asturias desde enero de 1998.
También es la portavoz de Servicios Sociales del grupo parlamentario del Partido Popular en la Junta General del Principado.
| Predecesor: - | Secretaria de la Mujer del Principado de Asturias 1995-1998 | Sucesor: - |